# Landesregierung Ilg I
Die Landesregierung Ilg I war die erste frei gewählte Vorarlberger Landesregierung nach der Befreiung nach dem Zweiten Weltkrieg. Sie ersetzte Ende 1945 den von der französischen Besatzungsbehörde provisorisch für die Landesverwaltung eingesetzten Landesausschuß und war die erste demokratisch bevollmächtigte Regierung des Landes nach den Jahren der austrofaschistischen und der nationalsozialistischen Diktatur.
Grundlage für die neue Landesregierung war die am 25. November abgehaltene Wahl zum Vorarlberger Landtag, bei der die Österreichische Volkspartei mit ihrem Spitzenkandidaten Ulrich Ilg, der bereits Präsident des Landesausschusses und seit dem 16. August interimistisch eingesetzter Landeshauptmann gewesen war, die absolute Mandatsmehrheit erreichen konnte. Anschließend bildeten ÖVP und SPÖ eine Regierungskoalition unter Führung von Landeshauptmann Ilg. Einzig die Kommunistische Partei wurde von der Regierungsbildung ausgeschlossen. Die neue Regierung wurde am 11. Dezember 1945 angelobt und am 14. November 1949 durch die Landesregierung Ilg II abgelöst.

## Regierungsmitglieder
| Amt                | Name             | Partei | Ressorts                                                |
| ------------------ | ---------------- | ------ | ------------------------------------------------------- |
| Landeshauptmann    | Ulrich Ilg       | ÖVP    | Präsidium, Polizei, Land- und Forstwirtschaft           |
| Landesstatthalter  | Martin Schreiber | ÖVP    | Gesetzgebung, Innere Angelegenheiten, Schule und Kultur |
| Landesrat          | Jakob Bertsch    | SPÖ    | Fürsorge und Gesundheitswesen, Landesanstalten          |
| Landesrat          | Hans Draxler     | SPÖ    | ohne Geschäftsbereich                                   |
| Landesrat          | Andreas Sprenger | ÖVP    | ohne Geschäftsbereich                                   |
| Landesrat          | Eduard Ulmer     | ÖVP    | Wirtschaft                                              |
| Landesrat          | Adolf Vögel      | ÖVP    | Finanzen, Wasser-, Straßen- und Hochbau                 |
| Regierungsreferent | Karl Zerlauth    | ÖVP    | Ernährung                                               |
| Regierungsreferent | Eugen Leissing   | ÖVP    | kulturelle Angelegenheiten                              |